# Ядвісін (Нижньосілезьке воєводство)
Ядвісін (пол. Jadwisin) — село в Польщі, у гміні Загродно Злоторийського повіту Нижньосілезького воєводства.
Населення — 111 осіб (2011).
У 1975-1998 роках село належало до Легницького воєводства.

## Демографія
Демографічна структура станом на 31 березня 2011 року:
|          | Загалом | Допрацездатний вік | Працездатний вік | Постпрацездатний вік |
| -------- | ------- | ------------------ | ---------------- | -------------------- |
| Чоловіки | 57      | 14                 | 35               | 8                    |
| Жінки    | 54      | 8                  | 25               | 21                   |
| Разом    | 111     | 22                 | 60               | 29                   |